# العلاقات التشيلية الأيرلندية
العلاقات التشيلية الأيرلندية هي العلاقات الثنائية التي تجمع بين تشيلي وجمهورية أيرلندا.

## مقارنة بين البلدين
هذه مقارنة عامة ومرجعية للدولتين:
| وجه المقارنة                                              | تشيلي                         | جمهورية أيرلندا                                       |
| --------------------------------------------------------- | ----------------------------- | ----------------------------------------------------- |
| المساحة (كم2)                                             | 756.10 ألف                    | 70.27 ألف                                             |
| عدد السكان (نسمة)                                         | 17.37 مليون                   | 4.76 مليون                                            |
| الكثافة السكانية (ن./كم²)                                 | 22.97                         | 67.74                                                 |
| العاصمة                                                   | سانتياغو                      | دبلن                                                  |
| اللغة الرسمية                                             | اللغة الإسبانية               | اللغة الأيرلندية، لغة إنجليزية، الإنجليزية الأيرلندية |
| العملة                                                    | بيزو تشيلي، وحدة حساب تشيلية ‏ | جنيه أيرلندي، يورو، عملات اليورو الأيرلندية           |
| الناتج المحلي الإجمالي (بليون دولار)                      | 277.08 مليار                  | 333.73 مليار                                          |
| الناتج المحلي الإجمالي (تعادل القوة الشرائية) بليون دولار | 419.39 مليار                  | 318.16 مليار                                          |
| الناتج المحلي الإجمالي الاسمي للفرد دولار أمريكي          | 13.42 ألف                     | 61.13 ألف                                             |
| الناتج المحلي الإجمالي للفرد دولار أمريكي                 | 22.07 ألف                     |                                                       |
| مؤشر التنمية البشرية                                      | 0.832                         | 0.916                                                 |
| رمز المكالمات الدولي                                      | +56                           | +353                                                  |
| رمز الإنترنت                                              | .cl                           | .ie                                                   |
| المنطقة الزمنية                                           | 00، 00، 00، 00                | 00، ت ع م+01:00، أوروبا/دبلن ‏                         |

## مدن متوأمة
في ما يلي قائمة باتفاقيات التوأمة بين مدن تشيلية وأيرلندية:
- ترتبط إلابل مع سلايغو باتفاقية توأمة.

## منظمات دولية مشتركة
يشترك البلدان في عضوية مجموعة من المنظمات الدولية، منها:
| علم المنظمة | اسم المنظمة                               | تاريخ انضمام تشيلي | تاريخ انضمام جمهورية أيرلندا |
| ----------- | ----------------------------------------- | ------------------ | ---------------------------- |
|             | مؤسسة التنمية الدولية                     | 30 ديسمبر 1960     | 22 ديسمبر 1960               |
|             | يونسكو                                    | 7 يوليو 1953       | 3 أكتوبر 1961                |
|             | وكالة ضمان الاستثمار متعدد الأطراف        | 12 أبريل 1988      | 27 أكتوبر 1989               |
|             | منظمة التعاون الاقتصادي والتنمية          | ?                  | ?                            |
|             | الأمم المتحدة                             | 24 أكتوبر 1945     | 14 ديسمبر 1955               |
|             | الفريق المعني برصد الأرض                  | ?                  | ?                            |
|             | الاتحاد البريدي العالمي                   | ?                  | ?                            |
|             | البنك الدولي للإنشاء والتعمير             | 31 ديسمبر 1945     | 8 أغسطس 1957                 |
|             | المنظمة الهيدروغرافية الدولية             | ?                  | ?                            |
|             | الاتحاد الدولي للاتصالات                  | 1908               | 8 ديسمبر 1923                |
|             | منظمة حظر الأسلحة الكيميائية              | ?                  | ?                            |
|             | مؤسسة التمويل الدولية                     | 15 أبريل 1957      | 11 سبتمبر 1958               |
|             | المركز الدولي لتسوية المنازعات الاستشارية | 24 أكتوبر 1991     | 7 مايو 1981                  |
|             | منظمة التجارة العالمية                    | ?                  | ?                            |
|             | منظمة الشرطة الجنائية الدولية             | ?                  | ?                            |

## أعلام
هذه قائمة لبعض الشخصيات التي تربطها علاقات بالبلدين:
- أندريس وود (14 سبتمبر 1965[20] – )
- باتريسيو أيلوين (26 نوفمبر 1918[21][22][23] – 19 أبريل 2016[22][23])
- باتريسيو لونش (دبلوماسي أرجنتيني، 1 ديسمبر 1824 – 13 مايو 1886)
- باز بسكونيات (ممثلة تشيلية، 2 يونيو 1975 – )
- برناردو أوهيغينز (10 أغسطس 1778[24] – 24 أكتوبر 1842[24][25][26])
- سيمينا مورلا لينش (رسامة وكاتبة تشيلية، 1891 – 1987)
- كارلوس إيبانيز ديل كامبو (3 نوفمبر 1877[27][28][29] – 28 أبريل 1960[27][28][29])
- كارمين مورلا لونش (1893 – 1983)
- لويزا لينش (كاتبة تشيلية، 1864 – 1937)
- مارتا كولفين (نحاتة تشيلية، 22 يونيو 1907 – 27 أكتوبر 1995[30])

## وصلات خارجية
- موقع وزارة الخارجية التشيلية
- موقع وزارة الخارجية الأيرلندية